# Acrocercops hapalarga
Acrocercops hapalarga är en fjärilsart som beskrevs av Edward Meyrick 1916. Acrocercops hapalarga ingår i släktet Acrocercops och familjen styltmalar. Inga underarter finns listade i Catalogue of Life.